# Baltazar Mirko Kocijančić
Baltazar (Boltižar) Mirko Kocijančić ponegdje Bartol Kocijančić, Emerik Kocijančić (Kocianchich) (Samobor, 12. prosinca, 1739. – Zagreb, 4. siječnja, 1806.) hrvatski prevoditelj, autor književnosti kajkavskog narječja.
Studirao je u Zagrebu, Beču i Rimu. U Rimu je postignuo doktorat. Od 1764. godine je predavao sintaksu u zagrebačkom sjemeništu. 1768. – 1769. godine je bio prorektor bečanskog Hrvatskog kolegija. 1769. godine je došao u Sisak i služio kao svećenik do 1797. godine. 1797. godine imenovan zagrebačkim kanonikom, uz to bio nadstojnik ubožnice. 1800. – 1802. je bio prefekt sjemeništa i prisjednik suda varaždinske županije.
Glavno djelo mu je Filotea szvetoga Ferencza Salesiussa biskupa y herczega genevenzkoga iliti Vpelavanye vu po-bosno sivlenye, koja knjiga je prevedena s talijanskoga na kajkavski.

## Vanjske poveznice
- KOCIJANČIĆ, Baltazar Mirko (Kociančić, Koczianchich; Bartol, Boltižar, Emericus) (Hrvatski biografski leksikon)
- Katedralna župa Uzvišenja Svetog Križa Sisak – Župnici